# SECI模型
SECI模型是一种知识创造模型，它解释了隐性知识和显性知识如何转化为组织知识。SECI模型將知識分為四个维度--社会化（socialization）、外化（externalization）、组合（combination）和内化（internalization），它们的英文首字母共同构成了縮寫 "SECI "。SECI模型最初是由野中郁次郎在1990年提出的，后来由竹內弘高进一步完善。 